# 天羽民雄
天羽 民雄（あもう たみお、1927年 - 1994年）は、日本の外交官、国際政治学者。

## 生涯
中国ハルビン生まれ。東京大学法学部卒業後、外務省に入り数々の要職を歴任。ジョージタウン大学で学び外務省情報文化局長、駐ユーゴスラヴィア兼アルバニア大使、関西等担当特命全権大使を経て退官後、青山学院大学国際政治経済学部教授を務めた。
土山實男は同学部の特色として、学者以外に外交官や国際ジャーナリストを多く教員に迎えてきたと述べ、その一人に天羽の名を挙げている。また、政治学的にはリアリズムの立場を取っていたと指摘している。なお、『青山国際政経論集』33号（1995年）は「天羽民雄教授追悼号」となっている。

## 家族
- 父は天羽英二。
  - いわゆる「天羽声明」に関して、独断によるものではなかったと強調していた[4]。
- 兄、天羽大平は日本女子大学教授（心理学）。
- 弟、天羽浩平は東京大学工学部卒、スタンフォード大学（工学博士）で学び東芝常務取締役（兼日本オリベッティ副社長）、サンマイクロシステムズ米国副社長兼日本社長・会長等を歴任。

## 著書
- 『バルカンの余映：東西南北の接点ユーゴ・アルバニアの実相』恒文社、1988年。ISBN 4-7704-0680-0
- 『多国間外交論：国連外交の実相』PMC出版、1990年。ISBN 4-89368-016-1
- 『日本国利論：日本の運命を見すえる警世の一冊！』講談社、1991年。ISBN 4-06-204949-X
- 『最後の提言：外交・世界・日本』河出書房新社、1995年。ISBN 4-309-90134-4